# Le Plus Grand Français de tous les temps

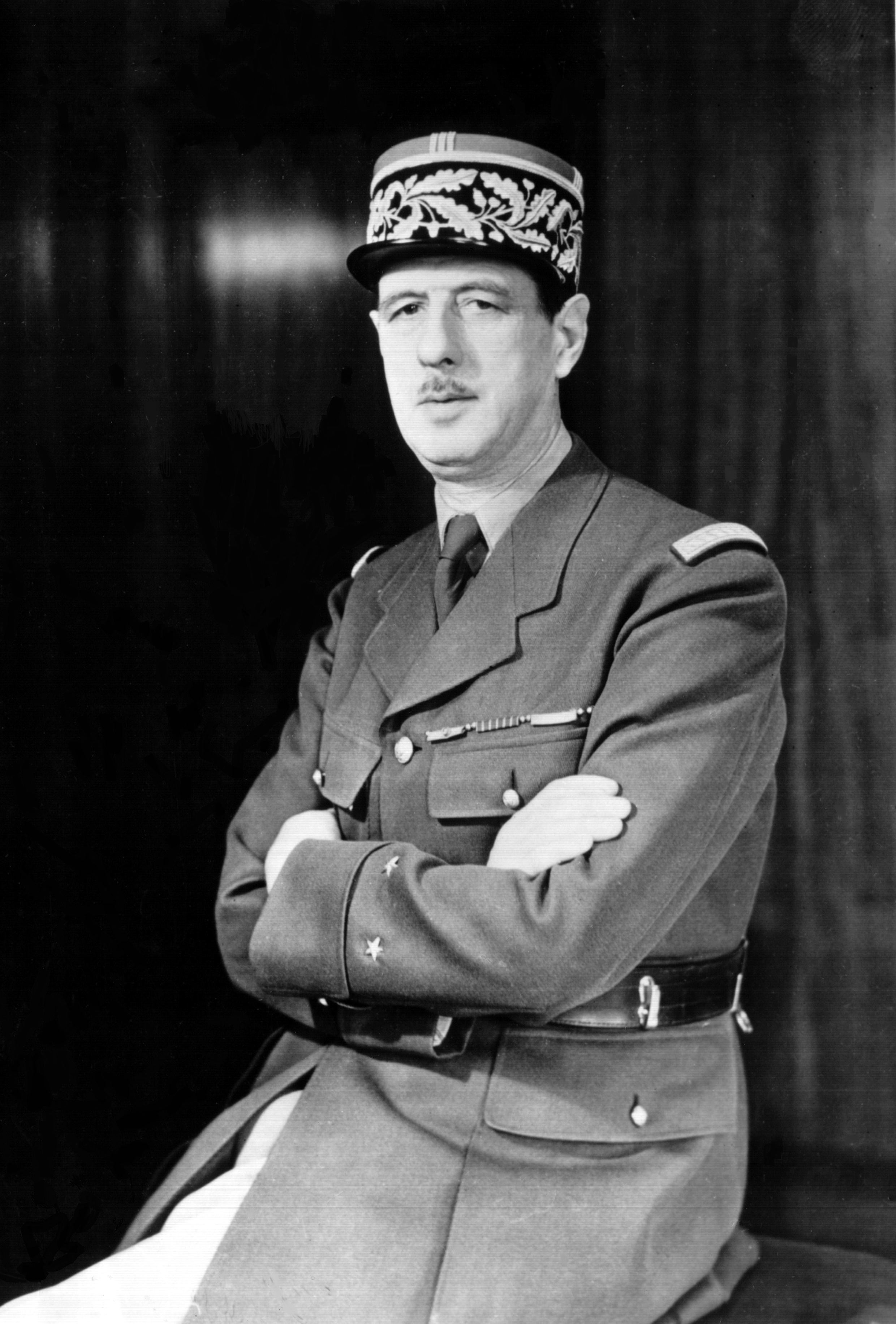
Charles de Gaulle, triat el «francès més gran de tots els temps».

Le Plus Grand Français de tous les temps (traduït literalment: “El francès més gran de tots els temps”), fou un programa de televisió francès, emès en directe per la cadena France 2 des de l'hemicicle del Senat francès per Michel Drucker i Thierry Ardisson i promocionat per la BBC en associació amb R&G Productions. Aquest programa, adaptat del programa britànic 100 Greatest Britons, tenia l'objectiu de determinar quins eren, per l'audiència, “els cent francesos més importants de tots els temps”, sempre segons l'opinió subjectiva dels francesos contemporanis. El programa seguia la tendència iniciada poques setmanes abans per la cadena de la competència TF1, amb programes com ara: La plus belle femme du monde ("La dona més bella del món"), Le plus bel homme du monde ("L'home més guapo del món").
La primera emissió tingué lloc el 14 de març de 2005, i s'hi van presentar documentals sobre deu "candidats", i finalment un segon programa es va emetre el 4 d'abril de 2005 per establir la classificació definitiva. Els francesos de l'11a a la 100a posicions varen ser determinats per una enquesta duta a terme per l'empresa BVA el setembre de 2004 entre 1038 francesos de més de 15 anys, mentre que els “deu francesos més importants” foren determinats per votacions via telèfon, SMS i internet, pels telespectadors de France 2 entre les dues emissions, i durant la segona emissió; (d'acord amb Médiamétrie, aquests dos programes no foren els més vistos, superats per la sèrie de ficció policíaca de TF1 dels dilluns.
L'historiador Maurice Druon, convidat del programa, va fer notar “una certa confusió entre la grandesa i la celebritat”, i la preponderància dels contemporanis famosos.

## Llista dels “cent francesos més grans” segons aquest programa
La classificació de la llista de persones proposades per l'organització s'establí, pels llocs 11è a 100è, segons una enquesta de notorietat feta per BVA, i per les 10 primeres posicions, pel vot del públic del programa. La llista conté només deu dones, amb dos terços de persones ja mortes en el moment de la difusió del programa.
1. Charles de Gaulle
2. Louis Pasteur
3. Henri Grouès
4. Marie Curie
5. Coluche
6. Victor Hugo
7. Bourvil
8. Molière
9. Jacques-Yves Cousteau
10. Édith Piaf
11. Marcel Pagnol
12. Georges Brassens
13. Fernandel
14. Jean de La Fontaine
15. Jules Verne
16. Napoleó Bonaparte
17. Louis de Funès
18. Jean Gabin
19. Daniel Balavoine
20. Serge Gainsbourg
21. Zinédine Zidane
22. Charlemagne
23. Lino Ventura
24. François Mitterrand
25. Gustave Eiffel
26. Émile Zola
27. Sor Emmanuelle
28. Jean Moulin
29. Charles Aznavour
30. Yves Montand
31. Joana d'Arc
32. Mariscal Leclerc
33. Voltaire
34. Johnny Hallyday
35. Antoine de Saint-Exupéry
36. Claude François
37. Christian Cabrol
38. Jean-Paul Belmondo
39. Jules Ferry
40. Louis Lumière
41. Michel Platini
42. Jacques Chirac
43. Charles Trenet
44. Georges Pompidou
45. Michel Sardou
46. Simone Signoret
47. Haroun Tazieff
48. Jacques Prévert
49. Éric Tabarly
50. Lluís XIV
51. David Douillet
52. Henri Salvador
53. Jean-Jacques Goldman
54. Jean Jaurès
55. Jean Marais
56. Yannick Noah
57. Albert Camus
58. Dalida
59. Léon Zitrone
60. Nicolas Hulot
61. Simone Veil
62. Alain Delon
63. Patrick Poivre d'Arvor
64. Aimé Jacquet
65. Francis Cabrel
66. Brigitte Bardot
67. Guy de Maupassant
68. Alexandre Dumas
69. Honoré de Balzac
70. Paul Verlaine
71. Jean-Jacques Rousseau
72. Maximilien de Robespierre
73. Renaud
74. Bernard Kouchner
75. Claude Monet
76. Michel Serrault
77. Auguste Renoir
78. Michel Drucker
79. Raimu
80. Vercingetòrix
81. Raymond Poulidor
82. Charles Baudelaire
83. Pierre Corneille
84. Arthur Rimbaud
85. Georges Clemenceau
86. Gilbert Bécaud
87. José Bové
88. Jean Ferrat
89. Lionel Jospin
90. Jean Cocteau
91. Luc Besson
92. Tino Rossi
93. Pierre de Coubertin
94. Jean Renoir
95. Gérard Philipe
96. Jean-Paul Sartre
97. Catherine Deneuve
98. Serge Reggiani
99. Gérard Depardieu
100. Françoise Dolto